# Ragusa (Italija)
Ragusa (sicilijanski: Rausa, latinski: Ragusia) je grad u Italiji, na otoku i administrativnoj regiji Sicilija, središte istoimene općine i pokrajine Ragusa. Ragusa se nalazi na širokom brdu od vapnenca između dvije duboke doline, Cava San Leonardo i Cava Santa Domenica, na visoravni Val di Noto planine Iblea.
Gospodarstvo pokrajine temelji se na lakoj industriji, poljoprivredi (uzgoj cvijeća, maslina i dr.), stočarstvu i turizmu.
Barokno središte Raguse je, zajedno sa sedam drugih baroknih gradova visoravni Val di Noto koji su obnovljeni nakon potresa 1693. godine, 2002. godine upisano na UNESCO-ov popis mjesta svjetske baštine u Europi kao primjer "vrhunca i završnog procvata baroka u Europi".

## Povijest
Naselja na ovom mjestu su osnovali Sikulci (skupina Italika) još oko 2000. pr. Kr., o čemu svjedoči mnogo arheoloških ostataka. Jedan od njih, na 300 metara visokom brdu, helenizirali su Grci i nazvali ga Hybla Heraea. Grad se nalazio na putu Agrigent-Sirakuza i razvio se zahvaljujući blizini luke Camerina. Nakon kratke vlasti Kartage, Rimljani ga osvajaju tijekom Punkih ratova, a kasnije ga Bizantinci utvrđuju i grade veliki dvorac na brdu iznad grada. 
Arapi su osvojili Ragusu 848. godine, a Normani u 11. stoljeću, te je Geoffrey, sin vojvode Rogera I. Sicilijanskog, odabrao za svoju prijestolnicu. Od tada je bila dijelom Kraljevine Sicilije i posjedom obitelji Chiaramonte koji su je učinili prijestolnicom oblasti 1296. godine kada se ujedinila s Modicom, ali je izgubila taj status nakon seoske bune u 15. stoljeću.
God. 1693. potres je gotovo uništio cijeli grad i poginulo je oko 5.000 stanovnika. Poslije ove katastrofe grad je obnovljen u baroknom planu, a većina stanovnika se preselilo u četvrt Patro koju su nazvali Gornja Ragusa (Ragusa Superirore), dok je Stari grad (Ragusa Ibla) nazvan Ragusa Inferiore. Ova dva grada su živjela odvojeno sve do 1926. godine kada su spojeni i postali najmnogoljudnijim gradom i prijestolnicom pokrajine Ragusa.
God. 1838. pronađena su nalazišta asfalta koja se još uvijek iskapaju.

## Znamenitosti
Grad je podijeljen na dva dijela, Stari grad (Ragusa Ibla) i Gornji grad (Ragusa Superiore) koji su odvojeni dubokim usjekom "Dolina mosta" (Valle dei Ponti) koji je premošten s četiri mosta od kojih je najznamenitiji Stari most ili Kapucinski most (Ponte dei Cappuccini) iz 18. stoljeća.
Glavna atrakcija Gornjeg grada je Katedrala sv. Ivana Krstitelja (San Giovanni Battista) izgrađena u srednjem vijeku na zapadnom dijelu grada, ispod zidina srednjovjekovnok dvorca. Obnovljena je nakon potresa 1693. godine, od 1718. – 1778. godine s pročeljem klasičnog sicilijanskog baroka, s tri portala ukrašenim skulpturama. Gornji red stupova ima dva sata koji pokazuju vrijeme u Italiji i Francuskoj. Unutrašnjost je tlocrta upisanog križa s tri broda odvojena s dva reda zlatom ukrašenih stupova sa svitcima koji nose natpise o životu sv. Ivana Krstitelja. Apside i niše transepta su ukrašene u rokoko stilu štukaturama dva umjetnika, Giuseppe i Gioacchino Gianforma. Kupola je iz 1783. godine, prekrivena bakrenim pokrovom u 20. stoljeću. U sklopu katedrale je i Hybleanski arheološki muzej s mnogo nalaza od prapovijesti do rimskog doba.
Stari grad (Ragusa Ibla) ima mnoge vrijedne barokne građevine:
- Katedralu sv. Jurja (San Giorgio) započeo je barokni arhitekt Rosario Gagliardi 1738. godine, a dovršena je izgradnjom neoklasicističke kupole 1820. godine. Od starije građevine ostalo je jedino katalonsko gotičko pročelje, a najznamenitije su njenih 250 stuba i masivni ukrašeni stupovi, te skulpturama bogato dekorirani portali.
- Crkva Gospe od stuba (Santa Maria delle Scale) iz 12. stoljeća je dijelom obnovljena u baroknom stilu, a dijelom ostavljena u gotičkom stilu s renesansnim portalom.
- Barokna crkva Santa Maria dell'Itria, koju su podigli malteški vitezovi Ivanovci u 17. st., ima kampanil ukrašen keramičkim pločicama iz Caltagironea.
- Crkva sv. Antuna (Sant'Antonino) je primjer normanske gotičke arhitekture.
- Ostale znalajne crkve su: barokna Crkva duša u čistilištu (Chiesa delle Anime del Purgatorio), aragonska Stara crkva sv. Jurja (San Giorgio Vecchio) s katalonskim gotičkim portalom, Immacolata ima portal iz 14. st., te crkve Sv. Jakova (14. st.), Cappuccini Vecchi i Crkva Sv. Dominika.
- U gradu su značajni i Hybleanski vrtovi s kojih se pruža jedinstven pogled na grad, te Palača Zacco s korintskim stupovima i grotesknim karijatidama.

- Katedrala sv. Ivana Krstitelja
- Unutrašnjost Katedrale sv. Ivana Krstitelja
- Stari most (Ponte Vecchio)
- Most pape Ivana XIII.
- Stari grad (Ragusa Ibla) noću
- Chiesa delle Anime del Purgatorio
- Ulica prema katedrali sv. Jurja
- Katedrala sv. Jurja
- Gotički portal sv. Jurja
- Seoski krajolik pokrajine Ragusa

## Gradovi prijatelji
Ragusa je zbratimljena sa sljedećim gradovima:
| - Asunción, Paragvaj - Dubrovnik, Hrvatska - Little Rock, Arkansas, SAD - Mosta, Malta | - Milano, Italija - Oise, Francuska - Rădăuţi, Rumunjska te ima ugovor o partnerstvu s gradom: - Tours, Francuska |

## Vanjske poveznice
- Fotografije i informacije  Arhivirana inačica izvorne stranice od 24. rujna 2015. (Wayback Machine) (tal.)
- Galerija fotografija  Arhivirana inačica izvorne stranice od 22. srpnja 2011. (Wayback Machine) (tal.)
- Frazione Granieri (tal.)